# Derby Ziemi Lubuskiej na żużlu
     B. Zmarzlik
     S. Woźniak
     M. J. Jensen
     M. Vaculík
     B. Zmarzlik
     M. Vaculík
     N. Pedersen
     K. Kasprzak
     B. Zmarzlik
     H. Czerniawski
     P. Protasiewicz
     M. J. Jensen
     B. Zmarzlik
     P. Protasiewicz
     Prz. Pawlicki
     J. Doyle
     K. Kasprzak
     P. Dudek
     G. Walasek
     B. Zmarzlik
     P. Karlsson
     G. Walasek
     T. Gollob
     F. Lindgren
     F. Lindgren
     P. Protasiewicz
     R. Holta
     T. H. Jonasson
     N. K. Iversen
     J. B. Monberg
     R. Dobrucki
     T. Gollob
     M. Hućko
     J. Szymkowiak
     A. Kócsó
Derby Ziemi Lubuskiej – spotkania drużyn żużlowych: Stali Gorzów Wielkopolski i Falubazu Zielona Góra.

## Informacje zbiorcze
Do tej pory rozegrano 106 meczów. 60 wygrała drużyna gorzowskiej Stali (40 w Gorzowie Wielkopolskim i 20 w Zielonej Górze), a 40 – drużyna zielonogórskiego Falubazu (31 w Zielonej Górze i 9 w Gorzowie Wielkopolskim). Zanotowano 6 remisów – po 3 w Gorzowie Wielkopolskim i Zielonej Górze.
Bilans małych punktów wynosi 4923:4433 (+490 pkt. na korzyść Stali). W Gorzowie Wielkopolskim bilans wynosi 2650:1981 (+669 pkt. na korzyść Stali) – w Zielonej Górze 2452:2273 (+179 pkt. na korzyść Falubazu).
Najwyższą wygraną (różnicą 42 pkt.) gorzowianie zanotowali 2-krotnie: 1 maja 1961 roku (60:18) i 3 maja 1987 roku (66:24), a zielonogórzanie (różnicą 48 pkt.) – 9 września 2006 roku (69:21).
Najdłuższa seria zwycięstw Stali to 10 meczów (sezony 1960–1966), a Falubazu – 5 meczów (sezony 1981–1983 i 2006–2009).

### Bilans spotkań
Stan na 13 lipca 2025
| Drużyna                  | Mecze | Zwycięstwa | Remisy | Porażki | Bilans punktowy  |
| ------------------------ | ----- | ---------- | ------ | ------- | ---------------- |
| Stal Gorzów Wielkopolski | 106   | 60         | 6      | 40      | 4923:4433 (+490) |
| Falubaz Zielona Góra     | 106   | 40         | 6      | 60      | 4433:4923 (-490) |

## Wyniki spotkań
| Data                 | Gospodarz                             | Wynik | Gość                                  | Uwagi                                                          |
| -------------------- | ------------------------------------- | ----- | ------------------------------------- | -------------------------------------------------------------- |
| 24 kwietnia 1960     | LPŻ Zielona Góra                      | 30:45 | Stal Gorzów Wielkopolski              | II liga – 2 runda (Derby nr 1)                                 |
| 26 czerwca 1960      | Stal Gorzów Wielkopolski              | 40:37 | LPŻ Zielona Góra                      | II liga – 9 runda (2)                                          |
| 30 kwietnia 1961     | Zgrzeblarki Zielona Góra              | 33:45 | Stal Gorzów Wielkopolski              | II liga – 4 runda (3)                                          |
| 1 maja 1961          | Stal Gorzów Wielkopolski              | 60:18 | Zgrzeblarki Zielona Góra              | II liga – 5 runda (4)                                          |
| 6 października 1962  | Zgrzeblarki Zielona Góra              | 33:45 | Stal Gorzów Wielkopolski              | Baraż o prawo startu w I lidze w latach 1963–1964 (5)          |
| 14 października 1962 | Stal Gorzów Wielkopolski              | 52:25 | Zgrzeblarki Zielona Góra              | Baraż o prawo startu w I lidze w latach 1963–1964 (rewanż) (6) |
| 11 kwietnia 1965     | Zgrzeblarki Zielona Góra              | 23:55 | Stal Gorzów Wielkopolski              | I liga – 2 runda (7)                                           |
| 19 września 1965     | Stal Gorzów Wielkopolski              | 53:25 | Zgrzeblarki Zielona Góra              | I liga – 13 runda (8)                                          |
| 4 kwietnia 1966      | Stal Gorzów Wielkopolski              | 55:23 | Zgrzeblarki Zielona Góra              | I liga – 1 runda (9)                                           |
| 21 czerwca 1966      | Zgrzeblarki Zielona Góra              | 24:54 | Stal Gorzów Wielkopolski              | I liga – 8 runda (10)                                          |
| 30 kwietnia 1972     | Zgrzeblarki Zielona Góra              | 39:38 | Stal Gorzów Wielkopolski              | I liga – 3 runda (11)                                          |
| 20 sierpnia 1972     | Stal Gorzów Wielkopolski              | 44:33 | Zgrzeblarki Zielona Góra              | I liga – 12 runda (12)                                         |
| 3 czerwca 1973       | Stal Gorzów Wielkopolski              | 54:23 | Falubaz Zielona Góra                  | I liga – 6 runda (13)                                          |
| 24 lipca 1973        | Falubaz Zielona Góra                  | 35:42 | Stal Gorzów Wielkopolski              | I liga – 7 runda (14)                                          |
| 28 kwietnia 1974     | Stal Gorzów Wielkopolski              | 51:27 | Falubaz Zielona Góra                  | I liga – 7 runda (15)                                          |
| 12 maja 1974         | Falubaz Zielona Góra                  | 25:53 | Stal Gorzów Wielkopolski              | I liga – 6 runda (16)                                          |
| 24 maja 1976         | Falubaz Zielona Góra                  | 45:51 | Stal Gorzów Wielkopolski              | I liga – 5 runda (17)                                          |
| 12 września 1976     | Stal Gorzów Wielkopolski              | 59:37 | Falubaz Zielona Góra                  | I liga – 14 runda (18)                                         |
| 9 kwietnia 1978      | Falubaz Zielona Góra                  | 62:45 | Stal Gorzów Wielkopolski              | I liga – 2 runda (19)                                          |
| 23 lipca 1978        | Stal Gorzów Wielkopolski              | 68:39 | Falubaz Zielona Góra                  | I liga – 11 runda (20)                                         |
| 8 kwietnia 1979      | Falubaz Zielona Góra                  | 60:48 | Stal Gorzów Wielkopolski              | I liga – 2 runda (21)                                          |
| 15 lipca 1979        | Stal Gorzów Wielkopolski              | 64:44 | Falubaz Zielona Góra                  | I liga – 11 runda (22)                                         |
| 30 marca 1980        | Falubaz Zielona Góra                  | 41:66 | Stal Gorzów Wielkopolski              | I liga – 1 runda (23)                                          |
| 20 lipca 1980        | Stal Gorzów Wielkopolski              | 63:42 | Falubaz Zielona Góra                  | I liga – 10 runda (24)                                         |
| 7 czerwca 1981       | Falubaz Zielona Góra                  | 54:36 | Stal Gorzów Wielkopolski              | I liga – 7 runda (25)                                          |
| 27 września 1981     | Stal Gorzów Wielkopolski              | 41:48 | Falubaz Zielona Góra                  | I liga – 16 runda (26)                                         |
| 6 czerwca 1982       | Falubaz Zielona Góra                  | 55:34 | Stal Gorzów Wielkopolski              | I liga – 6 runda (27)                                          |
| 12 września 1982     | Stal Gorzów Wielkopolski              | 43:47 | Falubaz Zielona Góra                  | I liga – 15 runda (28)                                         |
| 4 kwietnia 1983      | Falubaz Zielona Góra                  | 52:38 | Stal Gorzów Wielkopolski              | I liga – 1 runda (29)                                          |
| 17 lipca 1983        | Stal Gorzów Wielkopolski              | 48:41 | Falubaz Zielona Góra                  | I liga – 10 runda (30)                                         |
| 1 lipca 1984         | Falubaz Zielona Góra                  | 44:45 | Stal Gorzów Wielkopolski              | I liga – 9 runda (31)                                          |
| 7 października 1984  | Stal Gorzów Wielkopolski              | 46:44 | Falubaz Zielona Góra                  | I liga – 18 runda (32)                                         |
| 25 kwietnia 1985     | Stal Gorzów Wielkopolski              | 52:38 | Falubaz Zielona Góra                  | I liga – 4 runda (33)                                          |
| 18 sierpnia 1985     | Falubaz Zielona Góra                  | 58:32 | Stal Gorzów Wielkopolski              | I liga – 13 runda (34)                                         |
| 1 maja 1986          | Falubaz Zielona Góra                  | 50:40 | Stal Gorzów Wielkopolski              | I liga – 4 runda (35)                                          |
| 6 sierpnia 1986      | Stal Gorzów Wielkopolski              | 47:41 | Falubaz Zielona Góra                  | I liga – 13 runda (36)                                         |
| 3 maja 1987          | Stal Gorzów Wielkopolski              | 66:24 | Falubaz Zielona Góra                  | I liga – 6 runda (37)                                          |
| 17 września 1987     | Falubaz Zielona Góra                  | 40:50 | Stal Gorzów Wielkopolski              | I liga – 15 runda (38)                                         |
| 24 kwietnia 1988     | Falubaz Zielona Góra                  | 46:44 | Stal Gorzów Wielkopolski              | I liga – 3 runda (39)                                          |
| 24 lipca 1988        | Stal Gorzów Wielkopolski              | 45:45 | Falubaz Zielona Góra                  | I liga – 12 runda (40)                                         |
| 9 lipca 1989         | Stal Gorzów Wielkopolski              | 46:44 | Falubaz Zielona Góra                  | I liga – 9 runda (41)                                          |
| 8 października 1989  | Falubaz Zielona Góra                  | 55:35 | Stal Gorzów Wielkopolski              | I liga – 18 runda (42)                                         |
| 1 maja 1990          | Stal Gorzów Wielkopolski              | 51:39 | Falubaz Zielona Góra                  | I liga – 7 runda (43)                                          |
| 22 lipca 1990        | Falubaz Zielona Góra                  | 41:49 | Stal Gorzów Wielkopolski              | I liga – 14 runda (44)                                         |
| 30 maja 1991         | Morawski Zielona Góra                 | 52:38 | Stal Gorzów Wielkopolski              | I liga – 6 runda (45)                                          |
| 15 września 1991     | Stal Gorzów Wielkopolski              | 43:47 | Morawski Zielona Góra                 | I liga – 13 runda (46)                                         |
| 3 maja 1992          | Morawski Zielona Góra                 | 41:49 | Stal Gorzów Wielkopolski              | I liga – 5 runda (47)                                          |
| 13 września 1992     | Stal Gorzów Wielkopolski              | 51:39 | Morawski Zielona Góra                 | I liga – 14 runda (48)                                         |
| 4 kwietnia 1993      | Stal-Farbpol Gorzów Wielkopolski      | 59:31 | Morawski Zielona Góra                 | I liga – 2 runda (49)                                          |
| 3 października 1993  | Morawski Zielona Góra                 | 47:43 | Stal-Farbpol Gorzów Wielkopolski      | I liga – 17 runda (50)                                         |
| 3 maja 1994          | Morawski Zielona Góra                 | 47:43 | Stal-Brunat Gorzów Wielkopolski       | I liga – 5 runda (51)                                          |
| 7 sierpnia 1994      | Stal-Brunat Gorzów Wielkopolski       | 58:32 | Morawski Zielona Góra                 | I liga – 14 runda (52)                                         |
| 18 maja 1997         | Pergo Gorzów Wielkopolski             | 46:44 | ZKŻ Polmos Zielona Góra               | I liga – 7 runda (53)                                          |
| 29 czerwca 1997      | ZKŻ Polmos Zielona Góra               | 48:42 | Pergo Gorzów Wielkopolski             | I liga – 12 runda (54)                                         |
| 18 kwietnia 1998     | ZKŻ Polmos Zielona Góra               | 57:33 | Pergo Gorzów Wielkopolski             | I liga – 2 runda (55)                                          |
| 6 września 1998      | Pergo Gorzów Wielkopolski             | 58:32 | ZKŻ Polmos Zielona Góra               | I liga – 17 runda (56)                                         |
| 6 maja 2001          | ZKŻ Polmos Zielona Góra               | 33:57 | Pergo Gorzów Wielkopolski             | Ekstraliga – 3 runda (57)                                      |
| 22 lipca 2001        | Pergo Gorzów Wielkopolski             | 57:33 | ZKŻ Polmos Zielona Góra               | Ekstraliga – 12 runda (58)                                     |
| 23 kwietnia 2006     | ZKŻ Kronopol Zielona Góra             | 48:41 | Stal Gorzów Wielkopolski              | I liga – 3 runda (59)                                          |
| 2 lipca 2006         | Stal Gorzów Wielkopolski              | 45:45 | ZKŻ Kronopol Zielona Góra             | I liga – 12 runda (60)                                         |
| 27 sierpnia 2006     | Stal Gorzów Wielkopolski              | 40:49 | ZKŻ Kronopol Zielona Góra             | I liga – runda finałowa (61)                                   |
| 9 września 2006      | ZKŻ Kronopol Zielona Góra             | 69:21 | Stal Gorzów Wielkopolski              | I liga – runda finałowa (rewanż) (62)                          |
| 13 kwietnia 2008     | ZKŻ Kronopol Zielona Góra             | 53:39 | Caelum Stal Gorzów Wielkopolski       | Ekstraliga – 2 runda (63)                                      |
| 3 sierpnia 2008      | Caelum Stal Gorzów Wielkopolski       | 41:49 | ZKŻ Kronopol Zielona Góra             | Ekstraliga – 13 runda (64)                                     |
| 24 maja 2009         | Falubaz Zielona Góra                  | 63:27 | Caelum Stal Gorzów Wielkopolski       | Ekstraliga – 6 runda (65)                                      |
| 21 czerwca 2009      | Caelum Stal Gorzów Wielkopolski       | 49:41 | Falubaz Zielona Góra                  | Ekstraliga – 9 runda (66)                                      |
| 16 sierpnia 2009     | Caelum Stal Gorzów Wielkopolski       | 44:46 | Falubaz Zielona Góra                  | Ekstraliga – 1 runda finałowa (67)                             |
| 30 sierpnia 2009     | Falubaz Zielona Góra                  | 47:43 | Caelum Stal Gorzów Wielkopolski       | Ekstraliga – 1 runda finałowa (rewanż) (68)                    |
| 16 maja 2010         | Falubaz Zielona Góra                  | 50:40 | Caelum Stal Gorzów Wielkopolski       | Ekstraliga – 6 runda (69)                                      |
| 6 czerwca 2010       | Caelum Stal Gorzów Wielkopolski       | 49:39 | Falubaz Zielona Góra                  | Ekstraliga – 9 runda (70)                                      |
| 15 sierpnia 2010     | Falubaz Zielona Góra                  | 47:43 | Caelum Stal Gorzów Wielkopolski       | Ekstraliga – 1 runda finałowa (71)                             |
| 22 sierpnia 2010     | Caelum Stal Gorzów Wielkopolski       | 43:46 | Falubaz Zielona Góra                  | Ekstraliga – 1 runda finałowa (rewanż) (72)                    |
| 8 maja 2011          | Caelum Stal Gorzów Wielkopolski       | 56:33 | Stelmet Falubaz Zielona Góra          | Ekstraliga – 5 runda (73)                                      |
| 30 czerwca 2011      | Stelmet Falubaz Zielona Góra          | 50:40 | Caelum Stal Gorzów Wielkopolski       | Ekstraliga – 10 runda (74)                                     |
| 11 września 2011     | Caelum Stal Gorzów Wielkopolski       | 27:19 | Stelmet Falubaz Zielona Góra          | Ekstraliga – półfinał (75)                                     |
| 21 września 2011     | Stelmet Falubaz Zielona Góra          | 54:36 | Caelum Stal Gorzów Wielkopolski       | Ekstraliga – półfinał (rewanż) (76)                            |
| 13 maja 2012         | Stal Gorzów Wielkopolski              | 44:21 | Stelmet Falubaz Zielona Góra          | Ekstraliga – 5 runda (77)                                      |
| 7 sierpnia 2012      | Stelmet Falubaz Zielona Góra          | 45:45 | Stal Gorzów Wielkopolski              | Ekstraliga – 14 runda (78)                                     |
| 9 września 2012      | Stelmet Falubaz Zielona Góra          | 45:45 | Stal Gorzów Wielkopolski              | Ekstraliga – półfinał (79)                                     |
| 16 września 2012     | Stal Gorzów Wielkopolski              | 56:34 | Stelmet Falubaz Zielona Góra          | Ekstraliga – półfinał (rewanż) (80)                            |
| 19 maja 2013         | Stal Gorzów Wielkopolski              | 50:40 | Stelmet Falubaz Zielona Góra          | Ekstraliga – 8 runda (81)                                      |
| 16 czerwca 2013      | Stelmet Falubaz Zielona Góra          | 50:40 | Stal Gorzów Wielkopolski              | Ekstraliga – 11 runda (82)                                     |
| 1 czerwca 2014       | SPAR Falubaz Zielona Góra             | 50:40 | Stal Gorzów Wielkopolski              | Ekstraliga – 6 runda (83)                                      |
| 22 czerwca 2014      | Stal Gorzów Wielkopolski              | 50:29 | SPAR Falubaz Zielona Góra             | Ekstraliga – 9 runda (84)                                      |
| 14 września 2014     | SPAR Falubaz Zielona Góra             | 49:41 | Stal Gorzów Wielkopolski              | Ekstraliga – półfinał (85)                                     |
| 24 września 2014     | Stal Gorzów Wielkopolski              | 62:28 | SPAR Falubaz Zielona Góra             | Ekstraliga – półfinał (rewanż) (86)                            |
| 24 maja 2015         | SPAR Falubaz Zielona Góra             | 48:42 | MONEYmakesMONEY.pl Stal Gorzów Wlkp.  | Ekstraliga – 5 runda (87)                                      |
| 9 sierpnia 2015      | MONEYmakesMONEY.pl Stal Gorzów Wlkp.  | 48:42 | SPAR Falubaz Zielona Góra             | Ekstraliga – 12 runda (88)                                     |
| 22 maja 2016         | Ekantor.pl Falubaz Zielona Góra       | 44:46 | Stal Gorzów Wielkopolski              | Ekstraliga – 6 runda (89)                                      |
| 15 sierpnia 2016     | Stal Gorzów Wielkopolski              | 44:46 | Ekantor.pl Falubaz Zielona Góra       | Ekstraliga – 13 runda (90)                                     |
| 28 maja 2017         | Cash Broker Stal Gorzów Wielkopolski  | 45:45 | Ekantor.pl Falubaz Zielona Góra       | Ekstraliga – 6 runda (91)                                      |
| 13 sierpnia 2017     | Ekantor.pl Falubaz Zielona Góra       | 45:45 | Cash Broker Stal Gorzów Wielkopolski  | Ekstraliga – 13 runda (92)                                     |
| 17 września 2017     | Cash Broker Stal Gorzów Wielkopolski  | 52:38 | Ekantor.pl Falubaz Zielona Góra       | Ekstraliga – mecz o 3. miejsce (93)                            |
| 1 października 2017  | Ekantor.pl Falubaz Zielona Góra       | 44:46 | Cash Broker Stal Gorzów Wielkopolski  | Ekstraliga – mecz o 3. miejsce (rewanż) (94)                   |
| 27 maja 2018         | Falubaz Zielona Góra                  | 43:47 | Cash Broker Stal Gorzów Wielkopolski  | Ekstraliga – 7 runda (95)                                      |
| 10 czerwca 2018      | Cash Broker Stal Gorzów Wielkopolski  | 49:35 | Falubaz Zielona Góra                  | Ekstraliga – 8 runda (96)                                      |
| 5 maja 2019          | truly.work Stal Gorzów Wielkopolski   | 41:49 | Stelmet Falubaz Zielona Góra          | Ekstraliga – 4 runda (97)                                      |
| 28 lipca 2019        | Stelmet Falubaz Zielona Góra          | 57:33 | truly.work Stal Gorzów Wielkopolski   | Ekstraliga – 11 runda (98)                                     |
| 12 lipca 2020        | RM Solar Falubaz Zielona Góra         | 50:40 | Moje Bermudy Stal Gorzów Wielkopolski | Ekstraliga – 5 runda (99)                                      |
| 2 września 2020      | Moje Bermudy Stal Gorzów Wielkopolski | 52:38 | RM Solar Falubaz Zielona Góra         | Ekstraliga – 12 runda (100)                                    |
| 9 maja 2021          | Marwis.pl Falubaz Zielona Góra        | 40:50 | Moje Bermudy Stal Gorzów Wielkopolski | Ekstraliga – 5 runda (101)                                     |
| 23 lipca 2021        | Moje Bermudy Stal Gorzów Wielkopolski | 48:42 | Marwis.pl Falubaz Zielona Góra        | Ekstraliga – 12 runda (102)                                    |
| 5 maja 2024          | NovyHotel Falubaz Zielona Góra        | 41:49 | ebut.pl Stal Gorzów Wielkopolski      | Ekstraliga – 4 runda (103)                                     |
| 21 lipca 2024        | ebut.pl Stal Gorzów Wielkopolski      | 48:42 | Novy Hotel Falubaz Zielona Góra       | Ekstraliga – 11 runda (104)                                    |
| 4 maja 2025          | Gezet Stal Gorzów Wielkopolski        | 47:43 | Stelmet Falubaz Zielona Góra          | Ekstraliga – 4 runda (105)                                     |

## Nazwa
Derby żużlowe pomiędzy drużynami gorzowskiej Stali i zielonogórskiego Falubazu nazywane są derbami Ziemi Lubuskiej, choć oba miasta zaliczają się do innych krain. Gorzów Wielkopolski był dawniej częścią Wielkopolski, a Zielona Góra – Dolnego Śląska, natomiast sama kraina ziemia lubuska nie jest tożsama z województwem lubuskim.